# 印象管理
印象管理（英語：Impression management）是一個有意識或潛意識歷程 (unconscious process)，在這個歷程中，人們試圖通過調節和控制社會互動中的資訊來影響其他人對一個人、一個物體或一個事件的看法。 它首先由厄文·高夫曼（Erving Goffman）於 1959 年在《日常生活中的自我呈現》（英語：The Presentation of Self in Everyday Life） 中被概念化，然後在 1967 年得到擴展。
印象管理行為包括說明（提供“對負面事件的解釋以逃避不認可”）、藉口（否認“對負面結果的責任”）和意見一致性（“以與目標一致的方式說話或行為”）等。 通过利用這些行為，參與印象管理的人能夠控制他人對他們或與他們有關的事件的看法。印象管理幾乎可以在任何情況下進行，例如在運動中（穿著華麗的衣服或試圖用他們的技能給人們留下深刻印象），或在社交媒體上（只分享正面帖子）。此外，印象管理理論可用於善意和惡意意圖。
印象管理理論的另一個例子出現在當今的社交媒體世界中。用戶可以創建個人資料並與他們的朋友、家人或世界分享他們喜歡的任何內容。如果願意，用戶可以選擇忽略負面生活事件並突出正面事件。
印象管理通常與自我展示同義使用，其中一個人試圖影響對其形象的感知。印象管理的概念首先應用於面對面的交流，但隨後被擴展到電腦中介傳播交流中。印象管理的概念適用於心理學和社會學等學術研究領域以及企業溝通和傳播媒體等實踐領域。